# Дегтярьова Ірина Іванівна
Ірина Іванівна Дегтярьова (26 листопада 1943, Воронеж — 20 січня 2005, Київ) — українська лікарка-гастроентеролог, біохімік, педагог. Доктор медичних наук (1984), професор (1989). Одна з провідних українських гастроентерологів, засновниця власної наукової школи, дослідниця широкого кола гастроентерологічних питань, зокрема дифузних захворювань печінки, хронічних гастритів та панкреатитів.
Наукову кар'єру починала як біохімік. Протягом 15 років — наукова співробітниця та педагог кафедри факультетської терапії Київського медичного інституту (1973—1988). Майже 10 років — професор Київського державного інституту удосконалення лікарів (1989—1998), завідувачка кафедри гастроентерології і дієтотерапії. Останні роки життя присвятила роботі в Українській військово-медичній академії.
Авторка понад 450 наукових робіт, зокрема майже 10 авторських свідоцтв на винаходи. Учениця професорів Георгія Бурчинського та Володимира Беліцера.

## Життєпис
Народилась 26 листопада 1943-го року у Воронежі. Батько — правоохоронець, генерал-майор Іван Дегтярьов. Мати — мовознавиця, викладачка Київського державного інституту фізичної культури Валентина Дегтярьова (до шлюбу Асоргіна).
Дитячі роки провела в Києві. У 1967-му році закінчила Київський медичний інститут (КМІ). Впродовж року, на другому та третьому курсах, навчалася також в Івано-Франківському державному медичному інституті.
Наукову кар'єру починала як біохімік. У 1970-му році закінчила аспірантуру кафедри біологічної хімії КМІ та здобула науковий ступінь кандидата медичних наук, захистивши дисертацію на тему «Дихання та окисне фосфорилювання при гомотрансплантації кісткового мозку летально опроміненим тваринам» (наукові керівники — професори Євген Шамрай та Микола Ліпкан).
З 1971-го року — наукова співробітниця відділу електронної мікроскопії Інституту біохімії АН УРСР. Працювала у співробітництві та під керівництвом професора Володимира Беліцера, спільно з яким написала монографію «Вивчення тромбозів». Під час роботи в інституті отримала розширені знання з патоморфології та ультрамікроскопії.
З 1973-го року — наукова співробітниця кафедри факультетської терапії КМІ, де працювала зі своїм вчителем Георгієм Бурчинським. У 1984 році здобула науковий ступінь доктора медичних наук, захистивши дисертацію на тему «Метаболічні процеси і ультраструктура слизової оболонки шлунка у хворих на виразкову хворобу в динаміці комплексного патогенетичного лікування». Дисертацію захистила, перебуваючи на посаді асистента кафедри факультетської терапії, що є рідкістю для наукового середовища.
У 1989-му році затверджена у вченому званні професора. Тоді ж перейшла на роботу до Київського державного інституту удосконалення лікарів, де очолила кафедру гастроентерології і дієтотерапії. У цей період кафедра працювала, зокрема, як клінічна база для випробувань лікарських засобів Фармакологічного комітету.
У 1998-му році залишила посаду завідувачки кафедри та протягом року працювала професором. З 1999-го року — професор кафедри військової терапії Української військово-медичної академії. В останні роки життя навчала військових лікарів, проводила професорські огляди, консультувала тяжкохворих пацієнтів.
Працювала до останніх днів життя. Раптово померла на 62-му році життя 20 січня 2005-го року.

## Наукова діяльність
Авторка понад 450-ти наукових робіт, зокрема майже 10-ти авторських свідоцтв на винаходи. Засновниця власної наукової школи, наукова керівниця та консультантка майже 20-ти докторів та кандидатів наук. Серед учнів Ірини Дегтярьової — науковці Галина Осьодло, Михайло Коломоєць, Наталія Харченко, Наталія Губергріц, Ігор Скрипник та багато інших.
Під час роботи в КМІ розробила нові способи діагностики виразкової хвороби та панкреатиту, схему оцінки препаратів, які містять амінокислоти та амінокислотно-вітамінні комплекси з урахуванням низки факторів. У цей період досліджувала патогенетичні механізми розвитку виразкової хвороби, розробляла методи її фармакотерапії. Робота, що велася впродовж десяти років, лягла в основу докторської дисертації 1984-го року. В ній Ірина Дегтярьова довела, що виразкова хвороба проходить із нейротрофічними порушеннями.
Віце-президентка Української гастроентерологічної асоціації (з 2000-го року), членкиня Спілки європейських гастроентерологів (United European Gastroenterology) та Всесвітньої організації гастроентерологів (World Gastroenterology Organisation).
Членкиня спеціалізованих вчених рад із захисту кандидатських та докторських дисертацій Національного медичного університету імені О. О. Богомольця та Київського державного інституту удосконалення лікарів. Членкиня Центральної атестаційної комісії Міністерства охорони здоров'я України.
Після передчасної смерті Ірини Дегтярьової її пам'яті були присвячені декілька великих науково-практичних конференцій. Зокрема, 7 та 8 грудня 2023-го року у Полтаві відбулась конференція, присвячена 80-річчю з дня народження професора Дегтярьової, під назвою «Від новітніх наукових концепцій у гастроентерології та гепатології до конкретного пацієнта».

## Науковий доробок (частковий)
- «Механизм действия трансплантации костного мозга облученным животным» — Киев: Здоров'я, 1973. — 100 с., 2 л. ил. : ил.; 21 см.
- «Язвенная болезнь» / И. И. Дегтярева, В. Е. Кушнир. — Киев: Здоров'я, 1983. — 287 с. : ил.; 20 см.
- «Рецептурний довідник лікаря» / І. І. Дегтярьова та ін.; К., 1991
- «Панкреатит» / І. І. Дегтярьова; К., 1992
- «Язвенная болезнь: современные аспекты диагностики и лечения» / И. И. Дегтярева, Н. В. Харченко. — Київ: Здоров'я, 1995. — 333 с. : рис.
- «Обоснование применения гепатопротекторов-антиоксидантов для лечения больных хроническими токсическими гепатитами» / И. И. Дегтярева, И. Н. Скрыпник, Ю. В. Гончарова // Досягнення та невирішені питання гастроентерології: тези доп. наук.-практ. конф. — Харків, 1998. — С. 64.
- «Применение симепара для лечения больных с хроническими диффузными заболеваниями печени» / И. И. Дегтярева, И. Н. Скрыпник, И. Н. Червак, Ю. В. Гончарова // Досягнення та невирішені питання гастроентерології: наук.-практ. конф. : тези доп. — Харків. — 1998. — С. 65.
- «Заболевания органов пищеварения»: учебник; И. И. Дегтярева; К., 1999 (перевиданий у 2000)
- «Особенности лечебного питания больных кишечным дисбактериозом» / И. И. Дегтярева, И. Н. Скрыпник // Третий международный конгресс «Парентеральное и энтеральное питание»: матер. третього міжн. конгресу. — Москва, 1999. — С. 11–12.
- «Взаємозв'язок порушення кишкового мікробіоценозу і захворювань дуодено-панкреато-біліарної зони та принципи патогенетичного лікування» / І. І. Дегтярьова, Г. В. Осьодло, І. М. Скрипник, Є. П. Вакуленко, В. П. Петренко // Гастроентерологія: міжвідомчий збірник, присв. 10-ій річниці незалежності України та 35– річ. Українського наук.-досл. інст. гастроентерології. — Дніпропетровськ, 2000. — Вип. 31. — С. 73–80.
- «Принципы диетического питания больных с синдромом раздраженной толстой кишки в зависимости от варианта клинического течения заболевания» / И. И. Дегтярева, И. Н. Скрыпник // Четвертый международный конгресс «Парентеральное и энтеральное питание». — Москва, 2000. — С. 23.
- «Досвід застосування розвантажувально-дієтичної терапії низькокалорійної дієти при ожирінні» / І. І. Дегтярьова, Г. В. Осьодло, М. М. Козачек [та ін.] // Розвантажувально-дієтична терапія і низькокалорійна дієта в клініці внутрішніх захворювань: збірник матеріалів наук. симпозіуму, Тернопіль, 25–26 жовтня 2001 р. — Тернопіль, 2000. — С. 33–35.
- «Застосування лактулози в лікувальних комплексах хворих на гострі та різні форми хронічного панкреатиту» / І. І. Дегтярьова, С. В. Скопиченко, Г. В. Осьодло [та ін.] // Галицький лікарський вісник. — 2000. — Т. 7, № 3. — С. 36–40.
- «Застосування сучасних проносних засобів при обстипаційному синдромі» / І. І. Дегтярьова, І. М. Скрипник, С. В. Скопиченко // Ліки. — 2000. — № 5. — С 85–88.
- «Лечение заболеваний желчного пузыря и поджелудочной железы с сопутствующим дисбактериозом кишечника» / И. И. Дегтярева, Г. В. Оседло, И. Н. Скрыпник, Е. П. Вакуленко // Збірник наукових праць співробітників КМАПО ім. П. Л. Шупика. — Київ, 2000. — Вип.9, № 4. — С. 639—643.
- «Обоснование применения гепатопротекторов — антиоксидантов в комплексном лечении хронических гепатитов различной этиологии» / И. И. Дегтярева, И. Н. Скрыпник, С. В. Скопыченко // Збірник наукових праць співробітників КМАПО ім. П. Л. Шупика. — Київ, 2000. — Вип. 9, кн. 4. — С. 64–68.
- «Обоснование применения кларитромицина в комплексной терапии больных с заболеваниями органов пищеварения» / И. И. Дегтярева, И. Н. Скрыпник // Врачебная практика. — 2000 г. — № 3. — Харьков. — С. 18–23.
- «Сучасний погляд на патогенетичне лікування хворих на гострі та різні форми хронічного панкреатиту» / І. І. Дегтярьова, С. В. Скопиченко, Г. В. Осьодло [та ін.] // Збірник наукових праць співробітників КМАЛО ім. П. Л. Шупика. — 2000. — Київ. — С. 510—517.
- «Обоснование применения лактулозы при хронических гепатитах, циррозах печени и дисбактериозе кишечника» / И. И. Дегтярева, С. В. Скопыченко, И. Н. Скрыпник // Збірник наукових праць співробітників КМАПО ім. П. Л. Шупика. — Київ, 2000. — Вип. 9, № 4. — С. 68–72.
- «Особенности лечебного питания больных гастроэзофагальной рефлюксной болезнью» / И. И. Дегтярева, И. Н. Скрыпник // Четвертый международный конгресс «Парентеральное и энтеральное питание». — Москва, 2000. — С. 24.
- «Порушення мікробіоценозу товстої кишки і метаболічні аспекти його впливу на формування патогенетичних механізмів захворювань внутрішніх органів» / І. І. Дегтярьова, І. М. Скрипник, С. В. Скопиченко, М. М. Селюк // Гастроентерологія: міжвідомчий збірник, присвяч. 10- ій річниці Незалежності України та 35- тріччю Українського наук.- досл. інституту гастроентерології. — Дніпропетровськ, 2000. — С. 88–97.
- «Гепабене в комплексной терапии больных хроническими токсическими гепатитами в сочетании с заболеваниями билиарного тракта» / И. И. Дегтярева, И. Н. Скрыпник, Г. В. Оседло, Н. Н. Козачек, А. В. Невойт // Гастроентерологія: міжвідомчий збірник, присвяч. десятій річниці Незалежності України). — Дніпропетровськ, 2001. — С. 480—489.
- «Современная фармакотерапия гастроэзофагеальной рефлюксной болезни» / И. И. Дегтярева, И. Н. Скрыпник, Г. В. Оседло, Н. Н. Козачек, Н. П. Козел // Гастроентерологія: міжвідомчий збірник, присвяч. 10- ій річниці Незалежності України. — Дніпропетровськ, 2001. — Вип. 32. — С. 460—466.
- «Современные подходы к консервативному лечению язвенной болезни, осложненной кровотечением» / И. И. Дегтярева, И. Н. Скрыпник // Український журнал малоінвазивної та ендоскопічної хірургії. — 2001. — № 5. — С. 63–64.
- «Реабилитация послеоперационных больных и больных пожилого возраста с обспирацией»: материалы VII междунар. конгресса по иммунореабилитации «Аллергия, иммунология и глобальная сеть: взгляд в новое тысячелетие», Нью-Йорк, 14–17 апреля 2001 г. / И. И. Дегтярева, С. В. Скопыченко, И. Н. Скрыпник // International Journal on Immunorehabilitation. — 2001. — Vol. 3, № 1. — Р. 130—131.
- «Повышение пищевой ценности молочнокислых продуктов, содержащих пробиотики, путем добавления пребиотика дуфалака» / И. И. Дегтярева, И. Н. Скрыпник, С. В. Скопыченко // 5-й междунар. конгресс «Парентеральное и энтеральное питание»: тезисы докладов. — Москва, 2001. — С. 39.
- «Ефективність застосування різноманітних фармакологічних комплексів для лікування хворих на хронічний вірусний гепатит С» / І. І. Дегтярьова, І. М. Скрипник, С. В. Скопиченко // Вирусные гепатиты с парентеральным механизмом передачи возбудителей и их исходы. — Киев, 2001. — С. 259—264.
- «Дуфалак (лактулоза): классическое применение и перспективы использования в лечении хронических заболеваний печени и кишечника» / И. И. Дегтярева, С. В. Скопиченко, И. Н. Скрыпник, Е. В. Гуцало // Сучасна гастроентерологія. — 2002. — № 2 (8). — С. 64–73.
- «Фармакотерапия современным энзимным препаратом и лактулозой хронического панкреатита в сочетании с синдромом раздраженной толстой кишки, ассоциированным с кишечным дисбактериозом» / И. И. Дегтярева, С. В. Скопиченко, И. Н. Скрыпник [и др.] // VIII междунар. конгресс по иммунореабилитации «Аллергия, иммунология и глобальная сеть», Франция, Канны, 21-24 апреля 2002 г. — Т. 4, № 1. — Канны, 2002. — С. 152—153.
- «Применение заместительной терапии при хронических панкреатитах с экзокринной недостаточностью» / И. И. Дегтярева, С. В. Скопыченко, И. Н. Скрыпник, В. М. Потяженко, Г. В. Оседло, Н. Н. Козачек, Н. П. Козел // Сучасна гастроентерологія: питання діагностики та лікування: зб. наук. праць присвяч. 80- річчю Харківської медичної академії післядипломної освіти. — Харків, 2002. — С. 29–30.
- «Метаболические процессы и ульграструктурные изменения слизистой оболочки гастродуоденальной зоны у больных пептической язвой в динамике лечения» / И. Н. Скрыпник, И. И. Дегтярева, Л. М. Тарасенко // Сучасна гастроентерологія: питання діагностики та лікування: зб. наук. праць присвяч. 80 — річчю Харківської медичної академії післядипл. освіти. — Харків, 2002. — С. 103.
- «Новые подходы к лечению острых атак хронического панкреатита» / И. И. Дегтярева, И. Н. Скрыпник, В. М. Потяженко, Н. Н. Козачек, О. И. Лаптева // Сучасна гастроентерологія: питання діагностики та лікування: зб. наук. праць, присвяч. 80- річчю Харківської медичної академії післядипл. освіти. — Харків, 2002. — С. 31.
- «Оценка L-аргинина L-глутамата на функциональное состояние гепатоцитов у больных с хроническим токсическим поражением печени» / И. Н. Скрыпник, А. В. Невойт, И. И. Дегтярева // Матер. VII междунар. кнгресса «Парентеральное и энтеральное питание», Москва, 22 –24 октября 2003 г. — Москва, 2003. — С. 90–91.
- «Эффективность пищевого продукта „Активиа“ при применении ее здоровыми добровольцами и больными с заболеваниями органов пищеварения, гиперлипидемией и синдромом хронической усталости» / И. И. Дегтярева, Н. Н. Козачек, Г. В. Оседло [и др.] // Сучасна гастроентерологія. — 2003. — № 4. — С. 81–86.
- «Синдром раздраженной кишки» / И. И. Дегтярева, И. Н. Скрыпник, Н. Н. Козачек, О. И. Лиховский // Український медичний часопис. — 2003. — № 4 (36). — С. 21–33.
- «Роль и место пищевого продукта „Активии“ в профилактике и лечении синдрома раздраженного кишечника» / И. И. Дегтярева, И. Н. Скрыпник, Г. В. Оседло // VII междунар. конгресс «Парентеральное и энтеральное питание», Москва, 22–24 октября 2003 г. — Москва, 2003. — С. 25–26.
- «Обоснование применения „Активии“ для лечения заболеваний органов пищеварения, гиперлипидемии и синдрома хронической усталости» / И. И. Дегтярева. И. Н. Скрыпник, Г. В. Оседло [и др.] // VI междун. Конгресс «Парентеральное и энтеральное питание». — Москва, 2002. — С. 36–37.
- «Клиническая гастроэнтерология: Руководство для врачей» / И. И. Дегтярева; Москва, 2004.
- «Хофітол як препарат вибору в лікуванні хворих на хронічний токсичний гепатит у поєднанні із захворюваннями біліарного тракту» / І. М. Скрипник, І. І. Детярьова, Г. В. Невойт // Клінічна фармація. — 2004. — Т. 8, № 3. — С. 28–30.
- «Глутаргін як засіб корекції метаболічної активності гепатоцитів у хворих на алкогольну хворобу печінки на стадії хронічного гепатиту» / І. М. Скрипник, І. І. Дегтярьова, Г. В. Невойт // Матеріали XV з'їзду терапевтів України, Київ, 21–23 квітня 2004 р. — Київ, 2004. — С. 254—256.
- «Детоксическая и белковосинтетическая функции печени: сравнительный анализ влияния гепатопротекторов различного механизма действия» / И. И. Дегтярева, И. Н. Скрыпник, А. В. Невойт // Экспериментальная и клиническая гастроэнтерология: Тезисы статей, поданых к IV съезду НОГР. — 2004. — Москва, 2004. — С. 75–76.
- «Лечение квамателом больных с острыми атаками хронического панкреатита» / И. И. Дегтярева, И. Н. Скрыпник, Н. Н. Козачек [та ін.] // Український терапевтичний журнал. — 2004. — № 2. — С. 87–92.
- «Место комбинированных препаратов эссенциальных фосфолипидов и витаминов в лечении больных с хроническими диффузными заболеваниями печени» / И. И. Дегтярева, Н. Н. Козачок, А. И. Ткачук, И. Н. Скрыпник // Сучасна гастроентерологія. — 2004. — № 1. — С. 66–73.
- «Клініко-патогенетичне обгрунтування призначення урсосану хворим на алкогольну хворобу печінки» / І. М. Скрипник, І. І. Дегтярьова, Г. В. Невойт [та ін.] // Міжвідомчий збірник. Гастроентерологія (присв. 25 — річчю каф. гастроентер. і терап. фак. післядипл. освіти Дніпропетровської держ. мед. акад.). — Дніпропетровськ, 2004. — С. 495—499.
- «Глутаргін: можливості і перспективи застосування при хронічних дифузних захворюваннях печінки» / І. М. Скрипник, І. І. Дегтярьова, Г. В. Невойт // Досягнення та перспективи використання вітчизняного препарату Глутаргін в клініці внутрішніх хвороб: зб. праць наук. — практ. конф. — Харків, 2005. — С. 51–57.
- «Квамател в комплексной терапии кислотозависимых заболеваний» / И. И. Дегтярева, И. Н. Скрыпник, В. М. Потяженко // Терапевтичні читання: алгоритми сучасної діагностики та лікування внутрішніх хвороб: матеріали наук. — практ. конф. — Харків, 2005. — С. 60.
- «Роль та місце урсодезоксихолевої кислоти (УРСОСАНУ) в лікуванні захворювань печінки і шлунково-кишкового тракту: застосування в клінічній практиці гастроентеролога, терапевта, сімейного лікаря» / І. М. Скрипник, Г. В. Невойт, І. І. Дегтярьова, М. М. Невойт // PRO.MED.CS. — 2005. — С. 11–15.

### Авторські свідоцтва на винаходи (у співавторстві)
- 1980 — «Способ диагностики язвенной болезни желудка»
- 1982 — «Способ диагностики панкреатита»
- 1986 — «Способ диагностики язвенной болезни»
- 1988 — «Способ диагностики язвенной болезни двенадцатиперстной кишки»
- 1990 — «Способ определения трипсина в дуоденальном содержимом»
- 2004 — «Спосіб лікування хронічних токсичних гепатитів»